# 宮下忠雄 (経済学者)
宮下 忠雄（みやした ただお、1909年2月7日 - 1990年9月27日）は、日本の中国経済学者。

## 経歴
出生から修学期
1909年、長野県上田市で生まれた。名古屋高等商業学校（現・名古屋大学経済学部）に入学し、田中金司に師事した。1929年にに卒業。神戸商業大学（現・神戸大学）に進み、1932年に卒業。
経済学者として
卒業後は東亜同文書院教授に就いた。1941年、母校の神戸商業大学助教授に任命された。同大学が1944年10月に神戸経済大学に改称となったことから、以降同大学助教授。
太平洋戦争後
1947年に教授昇格。1949年、新制大学発足にともない神戸経済大学が神戸大学に包摂となったため、1952年以降は神戸大学経済学部教授。同1952年、学位論文『近代中国銀両制度の研究』を神戸大学に提出して経済学博士の学位を取得。1964年から1966年には、経済学部長を務めた。1972年に神戸大学を定年退官し、名誉教授となった。
その後も近畿大学商経学部教授として教鞭を執った。1990年に死去。死去と同時に叙従三位。

## 受賞・栄典
- 1980年：勲二等瑞宝章を受章[5]。
- 1990年：叙従三位[6]。

## 著作
著書
- 『支那貨幣制度論』大阪宝文館 1938
- 『支那銀行制度論』巌松堂 1941
- 『支那戦時通貨問題一斑』日本評論社 大東亜経済叢書 1943
- 『中支通貨金融及び物価問題』日本貿易振興協会 1943
- 『中国幣制の特殊研究：近代中国銀両制度の研究』日本学術振興会 1952
  - 再版 有明書房 1990
- 『中日貿易の研究』日本外政学会出版局 1955
- 『中国の貿易組織』アジア経済研究所 1961
- 『新中国の経済制度』神戸大学研究双書刊行会 1964
- 『中国の通貨・金融制度』アジア経済研究所 1965
- 『新中国の通貨政策』清明会 1967
- 『中国の財政制度』アジア経済研究所 1968
- 『中共経済の現況と将来』大陸問題研究所 1970
- 『文革と中国経済』所書店 1970
- 『中国の賃金制度と賃金政策』アジア政経学会 現代中国研究叢書 1978

共編著
- 『現代の世界(3)東アジア』衛藤瀋吉,佐藤慎一郎共編 ダイヤモンド社 1970年
- 『中国経済の国際的展開』上野秀夫共著 ミネルヴァ書房 1975
- 『中国革命と通貨政策』豊田隆明共著 所書店 1978

訳書
- 『支那通貨論：金及び銀取引の研究』エドワード・カン（英語版）著、東亜同文書院支那研究部 1934

論文
- ＜宮下忠雄